# 缙云站
缙云站位于浙江省丽水市缙云县五云街道缙云新区，是金温货线的一个车站，1996年启用，为二等站。距离金华站94公里，温州站168公里，隶属上海局集团管辖，下辖新碧、长坑两个中间站，域内途径东渡镇、五云街道、新碧街道。2005年发送旅客19.5万余人次，货物到发42万余吨。

## 车站结构

### 站房
缙云站坐东朝西，面向缙云县城，面积3200平方米。站房倚小丘而立，因此站房外北侧的出站口外设有斜坡以和站前广场连接。售票处设在站房南侧，进站口设在站房中间，进站接受检查后需下至与轨道平齐的候车层并在此候车。
- 售票处
- 候车室
- 出站口

### 站场
车站现有5条线路，其中到发线3条。缙云站设有1座侧式站台和1座岛式站台；站台和站房间不设天桥或地道，因此当列车停靠2站台或3站台时，旅客需翻越股道。站场东侧为车站货场货物装卸线2条；货物仓库2幢计700平方米，防湿雨棚400平方米。
| 站场 | 侧线     | 货场线路            |
| 站场 | 侧线     | 货场线路            |
| 站场 | 3站台    | 金温货线 列车到发线 |
| 站场 | 岛式站台 |                     |
| 站场 | 2站台    | 金温货线 列车到发线 |
| 站场 | 1站台    | 金温货线 列车到发线 |
| 站场 | 侧式站台 |                     |
| 站房 | 1F       | 候车、检票口、出站  |
| 站房 | 2F       | 进站口、售票        |